# Флотилія Амазонки

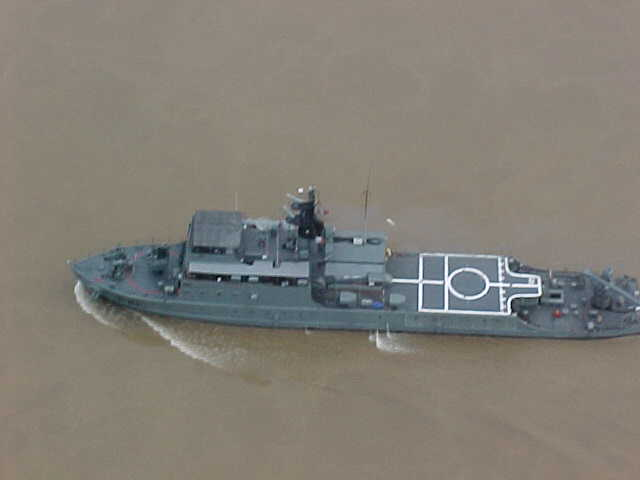
Патрульний корабель «Raposo Tavares» Амазонської флотилії

Флотилія Амазонки — річкові сили військово-морського флоту Бразилії, підпорядковані 9 військово-морському округу ВМС у Манаусі.
Флотилія здійснює патрулювання та прибережні операції на річках в басейні Амазонки надає допомогу місцевому населенню та підтримує спільні операції з армією Бразилії. Повітряну підтримку діям флотилії надає вертолітна ескадрилья ВМС, яка, однак, організаційно відокремлена.
Історія флотилії почалася у 1868 році з невеликих річкових сил, які базувалася у Белені. Сучасна флотилія організована 1974 році, коли сформували флотилію Амазонки, що базується в Манаусі, і тодішню Північну військово-морську групу, яка продовжила базуватися у Белені.